# Richard Dalitz
Richard Henry Dalitz (* 28. Februar 1925 in Dimboola, Victoria (Australien); † 13. Januar 2006 in Oxford, England) war ein australischer Physiker, bekannt für seine Arbeiten auf dem Gebiet der Teilchenphysik.

## Leben
Dalitz studierte Mathematik und Physik an der Universität Melbourne. An seiner Doktorarbeit über „Zero-zero transitions in nuclei“ arbeitete er ab 1946 an der Universität Cambridge, bei Cecil Powell an der Bristol University und ab 1949 bei Rudolf Peierls an der Universität Birmingham. 1953 ging Dalitz an die Cornell University, 1956 wurde er Professor am Enrico Fermi Institute der University of Chicago. 1962 wurde er Fellow der American Physical Society.
1963 ging er zurück nach England, diesmal an die Universität Oxford. Zu seinen Schülern dort gehörte der spätere CERN-Direktor Christopher Llewellyn Smith. 1990 wurde Dalitz emeritiert, arbeitete jedoch weiterhin an physikalischen Problemen.

## Werk
In seiner Doktorarbeit beschäftigte sich Dalitz mit Kernübergängen. Er war jedoch an einem Projekt zur Kosmischen Strahlung in Bristol beteiligt, bei dem Kaonen untersucht wurden. 1951 erforschte er dann den Zerfall neutraler Pionen. Das dabei neben einem Photon entstehende Elektron-Positron-Paar wird nach ihm Dalitz-Paar genannt. 1954 führte er ein Streudiagramm der Invarianten Massen bei Dreikörperzerfällen ein, das heute Dalitz-Diagramm genannt wird und ein Standardwerkzeug der Teilchenphysik ist. Bei diesen Versuchen lieferte er wichtige frühe Erkenntnisse zur Paritätsverletzung.
In den 1960ern war er ein Pionier im Bereich der Modelle des Verhaltens von Quarks in Baryonen. Mit Avraham Gal erforschte er Hyperkerne. Mit Gary Goldstein leistete er wichtige Vorarbeiten zur Entdeckung des top-Quarks.
Nach ihm, Leonardo Castillejo (1924–1995) und Freeman Dyson sind die CDD-Pole in der Theorie der Starken Wechselwirkung benannt.

## Ehrungen
1960 wurde Dalitz als Mitglied („Fellow“) in die Royal Society gewählt, die ihm 1975 die Hughes-Medaille und 1982 die Royal Medal verlieh. Er war auswärtiges Mitglied der Polnischen Akademie der Wissenschaften und seit 1991 der National Academy of Sciences.